# Raimondo Lullo
Raimondo Lullo (in catalano Ramon Llull; in latino Raimundus Lullus; Palma di Maiorca, 1232 – Mar Mediterraneo, 29 giugno 1316) è stato un filosofo, scrittore, teologo, logico, astrologo, alchimista, mistico e missionario spagnolo, tra i più celebri dell'Europa del tempo.

## Biografia
Il desiderio di martirio fu un tema ricorrente in tutta l'opera di Raimondo Lullo, sempre in relazione con i pericoli della predicazione agli infedeli.  L'insistenza sul fatto che il predicatore non deve temere la morte alimentò la leggenda, molto diffusa e totalmente priva di fondamento, che fa di Lullo un martire della fede, lapidato a morte in Africa settentrionale.  Sulla scorta di questa notizia leggendaria, Lullo fu beatificato come martire da papa Pio IX; la sua festa liturgica cade il 29 giugno.
Una fonte importante per avere notizie sulla vita di Raimondo Lullo è la Vida de mestre Ramon, conosciuta anche come "Vita coetanea".  Si tratta di una "quasi-biografia" apertamente propagandistica, dettata nel 1311 dallo stesso Lullo a un monaco della Certosa parigina di Vauvert per preparare l'arrivo dello stesso Lullo al concilio ecumenico che si sarebbe dovuto celebrare a Vienne, nel Delfinato.
I suoi genitori provenivano da ricche famiglie catalane e si erano stabiliti sull'isola di Maiorca appena conquistata (nel 1229) dal conte-re Giacomo I.  Il giovane Raimondo, nato nel 1232 o 1233 venne educato per amministrare il patrimonio familiare e per assumere responsabilità militari e cortigiane nella cerchia dell'infante Giacomo, che sarebbe poi diventato re di Maiorca nel 1276.
Nel 1257, a venticinque anni, Ramon sposa Bianca Picany, dalla quale ha due figli: Domenico e Maddalena.  Nel 1262, tuttavia, avviene una svolta nella sua vita; nella "Vita coetanea" Lullo narra la propria conversione: ha cinque visioni di Cristo crocifisso, e alla quinta si convince, benché peccatore, di aver ricevuto la chiamata da Dio a scrivere il migliore libro del mondo per la conversione degli infedeli e ottenere questo risultato anche pagando il prezzo del martirio.
Decide di dedicarsi ad una vita di penitenza e di predicazione, al fine di convertire al cristianesimo i musulmani e gli ebrei, i quali, già credendo nell'esistenza di un essere del quale non si può pensare altro di maggiore (come già insegnava Anselmo d'Aosta), devono necessariamente essere cristiani.  Vende tutti i suoi beni, lasciandone una parte alla moglie e ai figli, e consacra la propria esistenza alla penitenza.
Da questo momento della conversione, Lullo scrive tantissimo: abbiamo 260 sue opere, delle quali 194 in latino, 19 in catalano e 47 in duplice stesura, catalana e latina.
Acquista dunque uno schiavo arabo che gli insegni l'arabo, lingua utile alla conversione dei musulmani.  La sua prima opera è una traduzione (in versi) di un manuale di logica in arabo, la Lògica d’Algatzell, che costituisce una sezione del Tahāfut al-Falāsifa di al-Ghazali.  La sua prima grande opera originale, il Llibre de contemplació en Déu, viene redatta prima in arabo e poi in catalano.
I pilastri della sua produzione scritta sono i quattro libri, monumentali, che presentano la sua "arte":
- Ars compendiosa inveniendi veritatem e Art demostrativa,
- Ars generalis e Art breu.

Per Lullo, l'"arte" è un metodo di ragionamento e di catalogazione del sapere, un vero e proprio "metodo dei metodi" che, grazie all'uso di diagrammi, lettere dell’alfabeto e formule mnemoniche, si offre come strumento per distinguere il vero dal falso, per garantire un approccio esaustivo ad ogni campo del sapere e per comunicare in modo efficace ottenendo i risultati prefissati.
Dopo un pellegrinaggio a Santiago di Compostela e un periodo tra Maiorca e Montpellier (città di cui era signore il re di Maiorca), si dedica allo studio della filosofia, teologia, e medicina; molto probabilmente ebbe modo di leggere opere di Aristotele, Agostino d'Ippona, Anselmo d'Aosta, Riccardo di San Vittore, ma anche di filosofi arabi.
A Maiorca, nel 1276, fonda il collegio di Miramar (nella zona di Deià) per preparare i futuri missionari mediante lo studio delle lingue e dalla sua "arte".
Comincia ora la sua carriera di missionario laico, percorrendo mezza Europa e specialmente le coste del Mediterraneo, sollecitando aiuti dai regnanti e dai papi ed esponendo la sua "arte" nelle piazze e nelle università, in particolare a Parigi, dove ottiene il titolo di maestro di Arti, ma non di dottore in teologia. Vi scrisse vari libri e disputò contro gli averroisti latini.  Durante i suoi viaggi, cura la copia, la traduzione e la diffusione dei suoi libri, incontra signori cristiani e musulmani, sempre dedito alla sua missione (el fet de Ramon): convertire – grazie a ragionamenti in grado di imporsi da sé – musulmani ed ebrei.
Dopo aver soggiornato per breve tempo a Maiorca nel 1300, dove continua a scrivere e a disputare contro arabi ed ebrei, riprende i suoi viaggi che lo portano a Cipro, in Armenia, a Rodi, Malta, Napoli, Genova, Montpellier, Parigi, nell'Africa settentrionale. Qui viene incarcerato; rilasciato, riprende i viaggi: dopo un naufragio, va a Pisa e si ritira nel convento di San Domenico dal 1307 al 1308, continuando a scrivere. Una sua nuova permanenza a Parigi provoca una persecuzione contro gli averroisti, da lui considerati eretici perché mantengono separata la filosofia dalle verità di fede. Dedica al re di Francia Filippo il Bello l'Albero della filosofia d'amore.
Partecipa nel 1311 al Concilio di Vienne, dove chiede invano la ripresa delle crociate e di vietare l'insegnamento dell'Averroismo, e riprende a viaggiare: a Tunisi ebbe modo di disputare sulla vera religione con un qadi musulmano (che nel Liber de Deo et de mundo egli chiama "vescovo saraceno") e i suoi discepoli.
Viaggiò molto anche in Italia, soggiornando nelle principali città: Genova, Pisa, Venezia, Napoli, Roma, Lucera (in quegli anni insediamento musulmano di Lūǧārah) e Messina.
Morì, a ottantaquattro anni di età, nel Mar Mediterraneo mentre tornava dal suo viaggio dalla Tunisia a Maiorca. Le sue spoglie riposano nella chiesa di San Francesco di Palma.
Vicino, per diversi aspetti, all'esperienza dei beghini, Raimondo Lullo fu un laico e un secolare per tutta la vita: non abbiamo nessuna prova che sia mai entrato in un ordine religioso, neanche tra i terziari francescani come si credette in passato.

## Opere
Il corpus lulliano comprende 260 opere riconosciute come autografe e 44 forse apocrife: fra queste ultime, tutte quelle di argomento alchemico. Scrisse in  latino, in catalano e in arabo.
Si tratta di opere di filosofia, teologia, mistiche, pedagogiche, di medicina, di scienze naturali, di fisica, matematica, letterarie e poetiche. Tra le tante, Ars magna; De levitate et ponderositate elementorum; Vita coetanea; Ars amativa; Felix de les meravelles; il Libro dell'ordine di cavalleria; il Libro del pagano e dei tre savi; il Libro della contemplazione di Dio; Lo sconforto; Logica nova; Ars generalis.

### L'opera letteraria e la pedagogia di Raimondo Lullo
Tra le opere più note di Lullo è il Romanç d'Evast e Blaquerna, scritto in prosa in catalano verso il 1284, ricco di idee, di vita e di spiritualità, nel quale espone anche il suo progetto educativo; una sezione dell'opera, un vero e proprio libro nel libro composto dall'eroe eponimo durante l'eremitaggio, è il Libre de amic i amat, composto di 366 metàfores morales, che espone il viaggio che deve fare il credente (l’amico) che si era allontanato dall’amato (Dio), e insieme il viaggio che fa l’amato per cercare e trovare l’amico.  È chiaro che qui il viaggio non è solo una cornice narrativa per una raccolta di insegnamenti, e neanche una metafora del viaggio della vita: il viaggio qui è sostanza, la vita stessa dell’uomo è un viaggio verso Dio.  Si notano influssi della poesia trovadorica e riferimenti al Cantico dei Cantici e alla mistica araba. L'opera ebbe una circolazione autonoma rispetto al romanzo (ed è spesso oggi pubblicato isolatamente); d'altronde lo stesso Lullo ne fece realizzare una traduzione latina.
Scrisse anche il Llibre de meravelles, o Fèlix, intorno al 1288: una sorta di racconto enciclopedico che spazia dalle scienze naturali alla teologia.  Per queste opere narrative in volgare, Lullo adottò e trasfigurò il modello del romanzo cavalleresco "laico".  Blaquerna, protagonista del Romanç d'Evast e Blaquerna e Fèlix, protagonista del Llibre de meravelles, non sono dei cavalieri, eppure si mettono in viaggio per raggiungere il loro obiettivo, e nel loro viaggio affrontano avventure e peripezie proprio come ogni cavaliere errante (liberare la donzella rapita da un bandito, soccorrere l'imperatore che si è smarrito nel bosco, assistere a meraviglie per le quali trovare un senso e una morale).
Anche il primo dei dialoghi scritti da Lullo, il Llibre del gentil e dels tres savis, si svolge nel contesto di un viaggio: il viaggio del gentile, ben formato in filosofia ma senza una visione ultraterrena della vita, tormentato dalla paura della morte, che in un bosco incontrerà un saggio cristiano, un musulmano e un ebreo, che nel loro dialogo cordiale gli presenteranno i tratti fondamentali delle loro religioni.  Il finale aperto con cui si chiude il dialogo (il gentile riprende, consolato, il proprio cammino, perché ha capito quale sia la vera religione) non deve trarre in inganno il lettore moderno : tutto conduce il lettore a convincersi che il più convincente sia stato il saggio cristiano.
Il Plant de nostra dona Santa Maria e il Desconhort i cant de Ramon sono le sue migliori prove liriche: egli converte il catalano popolare in lingua letteraria tanto da porsi come uno dei più importanti autori in questa lingua.
Lullo fu autore anche di un manuale cavalleresco, il De l'ordre de cavalleria.
La dottrina puerile, forse composta nel 1273, è il primo manuale conosciuto di istruzione dei bambini scritto in una lingua romanza. La sua pedagogia ha lo scopo di provvedere ai mezzi per conseguire la salvezza spirituale e, insieme, la cristianizzazione degli infedeli. Lullo formulò anche i principi di un insegnamento intuitivo e analogico, raccomandò che la lingua nativa si insegnasse prima della latina, e che fossero docenti stranieri a insegnare la loro lingua; auspicò anche la creazione di una lingua universale.

### La filosofia e la teologia

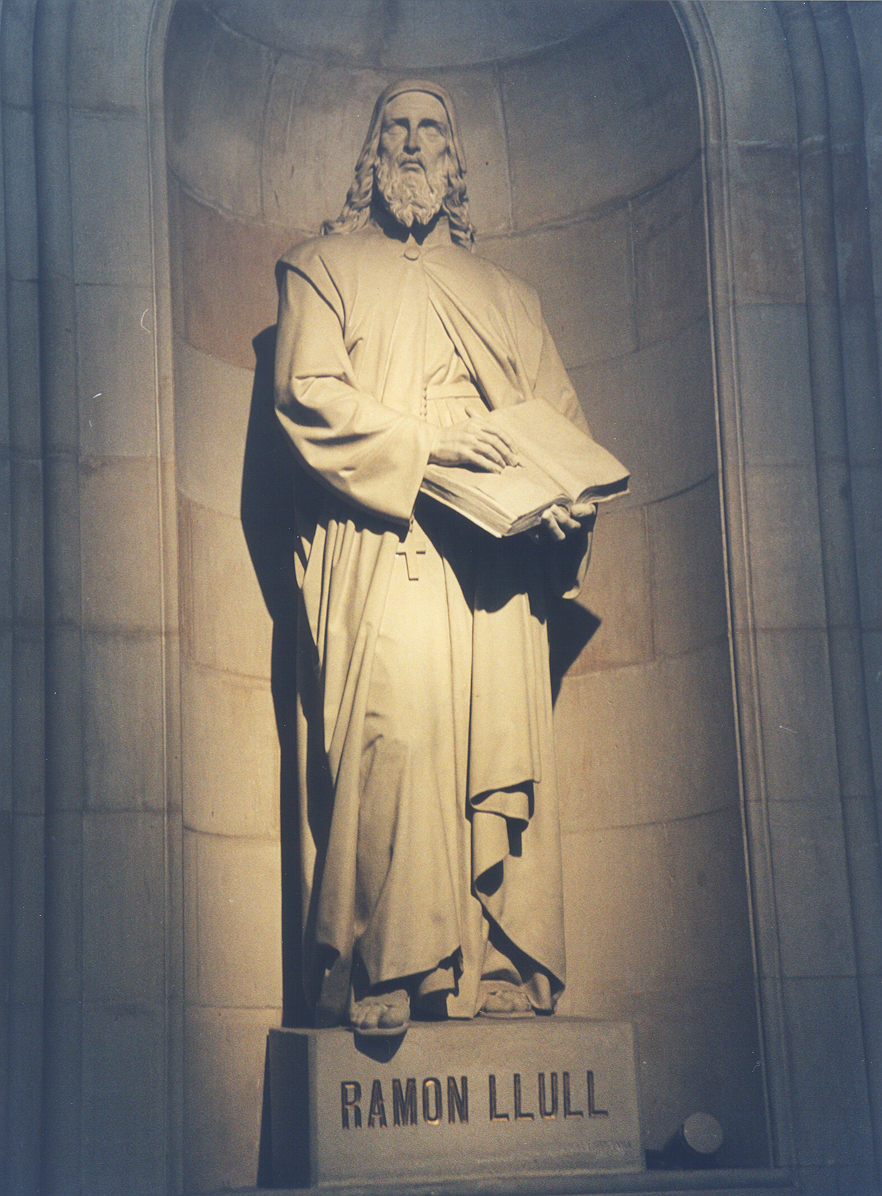
Statua dedicata a Raimondo Lullo nell'università di Barcellona

La sua filosofia è influenzata da Agostino d'Ippona e dalle correnti mistiche francescane; non distinguendo nettamente filosofia e teologia, costruisce una sapienza cristiana secondo i suoi prevalenti intenti apologetici, per cui si può parlare di un suo razionalismo apologetico. 
Conosce Aristotele attraverso il filosofo arabo al-Ghazālī da cui trasse un Compendio di logica, assimilandone la dottrina delle proposizioni e del sillogismo, ma la sua logica non è quella scolastica, formale o di seconda intenzione, distinta dalla teologia, bensì è un mezzo per ragionare sulle verità divine.
Il problema che Lullo cerca di risolvere deriva da Aristotele che distinse i principi comuni a ogni scienza dai principi propri di ciascuna. Si tratta, per Lullo, di trovare una scienza generale, tale che, nei principi di questa, siano contenuti i principi di tutte le scienze particolari.
L'Ars generalis, 1308, redazione finale di una precedente Ars compendiosa inveniendi veritatem o Ars magna primitiva, del 1274, vuole dunque essere la scienza suprema, da cui dipendano tutte le altre; non è propriamente una logica ma un'arte di ricerca. Mentre per Aristotele i principi non si basano su dimostrazioni ma derivano dall'esperienza e dall'induzione, Lullo crede di risolvere ogni problema con precisione matematica: parte dal presupposto che ogni proposizione sia riducibile a termini e i termini complessi siano riducibili a più termini semplici o principi. Supposto di aver completato il numero di tutti i termini semplici possibili, combinandoli in tutti i modi possibili si otterranno tutte le proposizioni vere possibili: nasce così l'arte combinatoria, anche come forma di mnemotecnica, in quanto facilita la memorizzazione delle nozioni di base. Questa concezione potrebbe avere avuto influenza sui successivi sviluppi del calcolo computazionale e su questioni riguardanti l'intelligenza artificiale.
Occorre ora scoprire tutti i termini semplici e trovare la regola che li combini. Egli individua 9 predicati assoluti, che sono i nove attributi divini: bontà, grandezza, eternità, potenza, sapienza, volontà, virtù, verità e gloria; 9 relazioni: differenza, concordanza, contrarietà, principio, mezzo, fine, maggioranza, minoranza ed eguaglianza; ma poi deve aggiungere 9 questioni, 9 soggetti, 9 virtù e 9 vizi.
Nel trattato Dell'ascesa e discesa dell'intelletto prova un nuovo metodo dialettico che prescinda dalle combinazioni dei termini. Con un movimento di ascesa l'intelletto raggiunge i principi primi, con il moto contrario acquisisce la conoscenza dei termini particolari. 
L'Albero della scienza è un testo di enciclopedia delle scienze, un tentativo di unificare tutto il sapere in uno schema gerarchico. L'insieme delle scienze si collegano fra di loro configurando un albero ove la trama dei concetti raffigura la realtà del mondo e di Dio.
La metafisica lulliana è teologica, nel senso che si fonda sulla Rivelazione. Cerca di dare le prove dell'esistenza di Dio secondo la dottrina scolastica: Dio e le nove dignità divine sono la causa delle perfezioni create, cosicché tutte le creature mostrano gradualmente la loro somiglianza con Dio e dunque l'universo, secondo la tradizione agostiniana, è lo specchio del divino, il libro su cui s'impara a conoscere Dio, un sistema di segni che dimostrano la realtà divina. Dio è l'Idea eterna mentre le creature sono Idee nuove provenienti da Dio e dunque idee divine ma finite: la creazione non è pertanto avvenuta ab aeterno ma nel tempo.
Quello di Raimondo Lullo non era dialogo interreligioso, bensì "missione per la conversione".  In questa prospettiva va visto l'ardore con cui Lullo difendeva l'ideale della crociata o la "militanza" con cui si schierò dalla parte dei Tataro-mongoli in vista di una loro, peraltro mai avvenuta, conversione al cristianesimo.
È però vero che il metodo con cui Lullo intraprendeva questa missione cristianizzatrice voleva essere profondamente diverso da quello che troviamo nella maggior parte degli scritti contro gli Ebrei o contro l'Islam prodotti nella cristianità del tempo; era un metodo, in particolare, diverso da quello di altri due Ramon, Ramon di Penyafort e soprattutto Ramon Martí, che pure condividevano con Lullo la convinzione che fosse fondamentale lo studio delle lingue degli "infedeli", a partire dall'arabo. Se infatti vediamo Ramon Martí impegnato ad esaltare la verità del cristianesimo "smontando" le autorità degli Ebrei e dei musulmani, Lullo fonda la sua esaltazione della verità del cristianesimo poggiando su una incrollabile fiducia nella ragione e nella capacità di amare dell'essere umano.  Questo gli permette di assumere sempre un atteggiamento gentile, sereno, rispettoso (egli stesso si definiva christianus arabicus), con il quale è facile entrare in empatia anche oggi (un atteggiamento parallelo a quello di profonda simpatia che dimostra verso il genere femminile).

### L'opera alchemica
A Lullo furono attribuite numerose opere a carattere alchemico ma sono tutte apocrife; tra le più note è il Liber de segretis naturae seu de quinta essentia nel quale l'anonimo che si richiama a Lullo sostiene che mentre Dio può esercitare solo il bene, l'uomo può cadere nel male perché dispone solo del fuoco per purificare le cose terrene, ma con l'aiuto dei principi essenziali e con la fede può realizzare trasmutazioni naturali e raggiungere il bene. La scelta tra il bene ed il male appartiene al libero arbitrio, che è una conseguenza dell'ignoranza umana la quale è però voluta dalla stessa volontà divina ed è perciò anch'essa un bene.
Attribuita a lui è anche l'opera alchemica del Fugax Vitae, una ricerca interiore della pietra dura alchemica filosofale (simboleggiata dall'acronimo V.I.T.R.I.O.L.: Visita Interiora Terrae, Rectificando Invenies Occultum Lapidem).

## Il lullismo
Alla sua morte restarono attivi i suoi seguaci in Francia, tra i quali Tommaso de Myésier che nel 1325 pubblica l'Electorium Remundi dove applica le dottrine del maestro alla cosmologia. Nel corso di tutto il secolo si attribuiscono a Lullo numerose opere di alchimia, astrologia e magia, con reazioni polemiche che portano la Sorbona a vietarne l'insegnamento nel 1390.
I due secoli successivi segnano l'apice del successo di Lullo studiato, fra gli altri, da Nicola Cusano, Pico della Mirandola, Charles de Bovelles, Bartolomeo Fallamonica e Giordano Bruno. La sua arte si presta bene all'esigenza, fortemente sentita nel Rinascimento, di una scienza enciclopedica: fra le tante opere emergono il De arte cyclognomica, 1569, di Cornelio Gemma, le Syntaxes artis mirabilis di Pedro Gregoire di Tolosa e l'Opus aureum, 1589, di Valerio de Valeriis.
L'interesse per l'arte combinatoria e la mnemotecnica, che ha radici risalenti a Cicerone, è affermata nell'Explanatio compendiosaque applicatio artis Raymundi Lulli, 1523, di Bernardo de Lavinheta e soprattutto nei De umbris idearum, Cantus Circaeus e Sigillus sigillorum di Giordano Bruno.
«Nel XVI e XVII secolo la scuola lullista fiorì soprattutto in Spagna, Francia e Germania. Sebastián Izquierdo, il cistercense spagnolo Giovanni Caramuel de Lobkowitz (1606–1682) e il tedesco Kircher (1602–1680), coi suoi allievi Kaspar Schott (1608–1666) e Kaspar Knittel (1644–1702), sono nomi significativi.»
Il suo pensiero ebbe influssi nella teologia e spiritualità ad esempio di Ignazio di Loyola, del Concilio di Trento, di Bartolomeo de' Cordoni da Città di Castello, del cardinale Federico Borromeo, di Bartolomé de Las Casas, di Junípero Serra, di Pio XI, di Cornelio Fabro.

## Il lullismo e la nascita della scienza moderna
(Cartesio, Œuvres, VI, p. 17)
Nel pensiero di Cartesio, soprattutto per quanto riguarda la sua concezione del metodo filosofico, vi è presenza di intuizioni lulliane. L'arte di Lullo infatti serve a risolvere ogni problema, attraverso la scomposizione di ogni quesito in parti più piccole e successivamente la riduzione in lettere dell'alfabeto. Queste lettere fanno parte di ruote che saranno in grado di fornire infinite combinazioni. Se si osserva quanto descritto nella prima parte del discorso sul metodo non si potrà che riscontrare una contrapposizione di idee di questi due filosofi. Inoltre Lullo è l'unico filosofo citato in un testo, Il discorso sul metodo, in cui compaiono solo Cartesio e Dio.
Anche Leibniz è interessato agli studi sulla lingua e alla sua concezione della logica. Dall'analisi dei filosofi che teorizzano la nuova scienza risulta innegabile la connessione con alcune idee cardine del pensiero di Lullo, quale l'ideale enciclopedico, l'utilizzo della matematica (scartata dal profeta della scienza moderna, Francesco Bacone) e il calcolo computazionale. Da queste ricerche risulta chiaro quanto l'importanza del pensiero di Lullo non sia inscritta solamente nella mnemotecnica, ma attraverso anche riflessioni teoreticamente più importanti come la struttura della scienza della logica e del linguaggio.
A Raimondo Lullo la Generalitat de Catalunya, la città di Barcellona e varie altre istituzioni catalane hanno intitolato l'Istituto Raimondo Lullo.
L'Università degli Studi di Firenze, Facoltà di Magistero - Istituto Ispanico, ha prodotto, nell'ambito della collana diretta da Oreste Macrì, un volume riguardante traduzioni inedite di Giovanni Boine su opere di Raimondo Lullo conformi alla poetica dello stesso scrittore ligure.

### Opere tradotte
in italiano
- Arte breve, introduzione, traduzione e apparati di Marta M. M. Romano; presentazione di Alessandro Musco, Milano, Bompiani, 2002.
- Romanzo di Evast e Blaquerna, introduzione, traduzione dal catalano e note di Simone Sari, Antonianum, Roma 2023.
- Lull Ramon. Phantasticus: disputa del chierico Pietro con l'insensato Raimondo, traduzione di Mario Polia; prefazione di p. Guglielmo Spirito; nota bio-bibliografica di Adolfo Moranti. Rimini, Il Cerchio, 1997.
- Libro dell'Amico e l'Amato, traduzione dal catalano di Adelaide Baracco, introduzione di Josep Perarnau, Città Nuova, Roma 1996.
- Libro di santa Maria, a cura di Simone Sari, Paoline, Milano 2017.
- Il lamento della Filosofia, a cura di Luca Obertello, Nardini Editore, Firenze 1991.
- Il Libro del Gentile e dei tre Savi, a cura di Sara Muzzi, Paoline, Milano 2012.
- Il Libro dell'Ordine della Cavalleria,  Edizioni Arktos, Carmagnola, 1982.
  - Llibre de l'Orde de Cavalleria, Araba Fenice, 2021.
  - Libro dell'Ordine della Cavalleria, Avanguardia 2022.
- Trattato di astrologia, a cura di Giuseppe Bezza, Milano, Mimesis, 2004.
- Il trattato della Quinta Essenza - ovvero de' segreti di natura, a cura di Enrico Cardile, Atanòr, Roma, 1997.

in francese
- Le Livre des mille proverbes, Éditions de la Merci, Perpignano, Francia, 2008.
- Le Livre de l'intention,  Éditions de la Merci, Perpignano, 2010.
- La Dispute des cinq sages, Éditions de la Merci, Perpignano, 2013.

in inglese
- Selected Works of Ramon Llull (1232‑1316), edite e tradotte da Anthony Bonner, Princeton, N.J.: Princeton University Press 1985, (due volumi).
- Doctor Illuminatus: A Ramon Llull Reader, edito e tradotto da Anthony Bonner, con una nuova traduzione di The Book of the Lover and the Beloved di Eve Bonner, Princeton, N.J.: Princeton University Press 1994.

### Studi
- Amy M. Austin, Mark D. Johnston (eds.), A Companion to Ramon Llull and Lullism, Leiden, Brill, 2019.
- Lola Badia, Joan Santanach, Albert Soler, Ramon Llull as a Vernacular Writer Archiviato il 17 giugno 2016 in Internet Archive., London, Tamesis, 2016.
- Miguel Batllori, Il lullismo in Italia: tentativo di sintesi, Roma, Antonianum, 2004.
- Anthony Bonner, The Art and Logic of Ramon Llull. A User's Guide, Leiden, Brill, 2007.
- Tomás & Joaquín Carreras Artau, Historia de la filosofía española. Filosofía cristiana de los siglos XIII al XV. Madrid 1939, vol. I: Ramon Lull, pp. 233–640; Vol. II: Esbozo de una historia filosofica del lulismo, pp. 9–437.
- Alexander Fidora, Josep E. Rubio, Raimundus Lullus An introduction to his Life, Works and Thought, Turnhout, Brepols, 2008.
- Sara Muzzi, Per conoscere Raimondo Lullo, Assisi, Edizioni Porziuncola, 2006.
- Sara Muzzi, Raimondo Lullo. Opere e vita straordinaria di un grande pensatore medievale, Milano, Edizioni Terra Santa, 2016.
- Michela Pereira, The Alchemical Corpus Attributed to Raimond Lull, Warburg Institute Surveys and Texts, vol. 18, Londra, 1989.
- Paolo Rossi, Clavis Universalis. Arti mnemoniche e logica combinatoria da Lullo a Leibniz, Bologna, il Mulino 1983.